# Newtok
Newtok (Niugtaq en yupik) était un village eskimo (yupik) aujourd'hui abandonné en Alaska. Il était situé à la même latitude que Anchorage et séparé de l'île Nelson au sud par la rivière Ninglick.
Newtok est la première localité du continent américain évacuée à la suite des effets du réchauffement climatique et ses habitants les premiers réfugiés climatiques américains. Construit le long de la Ninglick, Newtok s'est enfoncé dans le sol marécageux avec le dégel du pergélisol . À partir des années 2000, les autorités américaines construisent un nouveau village protégé du dégel, Mertarvik. La migration de la population entre les deux villages s'achève au milieu des années 2023.
Administrativement, Newtok était un census-designated place de la région de recensement de Bethel.

## Géographie
Le village de Newtok est situé en Alaska. Il se situe le long de la rivière Ninglick.

## Effets du changement climatique
En Arctique, le réchauffement climatique entraîne le recul de la banquise ainsi que le dégel du permafrost. Newtok doit donc faire face à des changements environnementaux majeurs. Premièrement, l'absence de banquise et la fragilisation des sols favorise l'érosion marine, que ce soit sous l'effet de la mer mais aussi du vent. Les habitants les plus âgés évoquent un recul de la côte de près de 5 kilomètres par rapport à leurs souvenirs tandis que les observations montrent que le recul du rivage se fait au rythme d'environ 27 mètres par an. Deuxièmement, les terres ont tendance à s'enfoncer dans le sol tandis que le niveau de l'eau augmente. En conséquence, la zone fluviale de la Ninglick s'est étendue et est devenue un marécage, transformant Newtok en une forme d'île. De plus, le village lui-même s'enfonce dans un sol très meuble et humide, proche de la boue,.
Le village et la source qui l'alimente en eau potable seront touchés avant 2012.
Les habitants de Newtok seront donc parmi les premiers réfugiés climatiques. Il est prévu de les reloger d'ici 2012 dans un village neuf, Mertarvik (terme yupik signifiant recevoir l'eau d'une source), situé sur une colline de l'île Nelson à quinze kilomètres plus au sud. Cette opération est financée par l'État d'Alaska à hauteur de 3 millions de dollars, et aidée par l'armée américaine et l'U.S. Marine Corps.

## Démographie et population
Newtok était habité par une population autochtone yupik (ou Yuit),.
Le village comptait environ 320 habitants dans les années 2007-2008.
| 1950 | 1960 | 1970 | 1980 | 1990 | 2000 | 2010 |
| ---- | ---- | ---- | ---- | ---- | ---- | ---- |
| 69   | 129  | 114  | 131  | 207  | 321  | 354  |

## Histoire
La zone de Newtok est une terre ancestrale des yupiks. Ce peuple vivait sur les lieux de manière nomade, se déplaçant en traîneaux et se retrouvant autour de deux camps plus permanents : un camp hivernal situé proche de la banquise et de la mer et un camp estival plus en retrait dans les terres.
En 1952, le Bureau des affaires indiennes décide d'implanter les yupiks vivant sur la zone dans un village moderne. Quelques infrastructures, dont une école, sont construites et la population est sédentarisée sur le site choisi par les autorités fédérales.
À partir de la seconde moitié des années 2000, le déménagement de Newtok sur un nouveau site, mieux préservé des effets du réchauffement climatique, est décidé. Par la voie de son conseil, la communauté décide de créer un nouveau village sur l'île Nelson, à environ 15 kilomètres au sud de Newtok. Le nouveau village est nommé Mertarvik (signifiant en yupik « recevoir l’eau d’une source ») en référence aux nombreuses sources d'eau potable disponibles.

## Communication et échanges
Pour assurer le transport de personnes et de marchandises, Newtok était desservi uniquement par avions. Les infrastructures aéroportuaires étaient donc cruciales pour les résidents.
Un aérodrome se situe sur les localités de Newtok et Mertarvik (Newtok aiport),. Il porte le code EWU dans le système FAA et WWT dans le système IATA. La piste est en gravier.
L'aérodrome étant affecté par le dégel du pergélisol, la FAA attribue en 2021 plus de 21,1 millions de dollars pour son aménagement, notamment le rehaussement de la piste.
À côté de l'aérodrome et au niveau de la Ninglick se trouve une base destinée aux hydravions (Newtok Seaplane Base). Elle porte le code WWT dans le système FAA.